# Örgryte socken
Örgryte socken i Västergötland ingick i Sävedals härad, uppgick 1922 i Göteborgs stad och området är sedan 1971 en del av Göteborgs kommun och motsvarar från 2016 förutom av Örgryte distrikt även av Göteborgs domkyrkodistrikt, Göteborgs Vasa distrikt, Johannebergs distrikt, Haga distrikt, Annedals distrikt, Göteborgs Oscar Fredriks distrikt, Masthuggets distrikt, Göteborgs Karl Johans distrikt och Björkekärrs distrikt samt delar av Göteborgs Sankt Pauli distrikt och Härlanda distrikt.
Socknens areal var 1822 18,49 kvadratkilometer varav 17,18 land.(1 940 hektar, varav 204 hektar vatten. ) År 1921 fanns här 22 124 invånare. Sockenkyrkorna Örgryte nya kyrka och Örgryte gamla kyrka ligger i socknen. 1866 var ytan inklusive Karl Johans landskommun 42,6 kvadratkilometer (4 235 tunnland).
Staden Göteborg - Inom Vallgraven - anlades på Eklanda bys och Gullbergs ängars marker i Örgryte socken, som en del av den så kallade donationsjorden. Arealen för stadsområdet utgjorde 251 tunnland.

## Administrativ historik
Socknen har medeltida ursprung. Göteborgs stad utbröts ur Örgryte socken och 1619 bröts Göteborgs svenska församling (numera Göteborgs Domkyrkoförsamling) ut ur Örgryte. År 1700 utbröts Amiralitetsförsamlingen och 11 maj 1786 Mariebergs församling.
Vid kommunreformen 1862 övergick socknens ansvar för de kyrkliga frågorna till Örgryte församling och för de borgerliga frågorna bildades Örgryte landskommun. Landskommunen inkorporerades 1922 i Göteborgs stad som 1971 ombildades till Göteborgs kommun.
Socknen har tillhört län, fögderier, tingslag och domsagor enligt vad som beskrivs i artikeln Sävedals härad. De indelta soldaterna tillhörde Elfsborgs regemente, Marks kompani och Göteborgs Stads-Vakts-kompani.
Räkenskapsåret 1623-1624 utgjordes Örgryte av 9 hela skattehemman, 2 halva kronohemman, 1 kyrkohemman och 11 frälsehemman.

## Geografi och natur
Örgryte socken ligger öster och söder om Göteborgs centrum med Mölndalsån i väster, Stora Delsjön och Lilla Delsjön i öster och kring Säveån. Socknen är dalbygd i väster vid ån och är en skogsbygd i öster.
Vid 1923 års stadsdelsindelning blev Örgryte indelat i stadsdelarna Gårda, Krokslätt och Lunden, motsvarande de tidigare municipalsamhällena, samt Bö, Delsjön, Kallebäck, Skår, Sävenäs och Torp.
Det finns två naturreservat i socknen. Delsjöområdet som delas med Fässbergs socken i Mölndals kommun och Råda socken i Härryda kommun ingår i EU-nätverket Natura 2000 medan Änggårdsbergen som delas med Västra Frölunda socken i Göteborgs kommun och Fässbergs socken i Mölndals kommun är ett kommunalt naturreservat.
Sätesgårdar var Bö herrgård, Kärralunds herrgård, Stora Änggården, Sävenäs säteri, Stora Torps säteri,, Lilla Torps herrgård, Jakobsdals herrgård, Skårs herrgård, Underås herrgård, Fräntorps herrgård, Lundens gård, Vidkärrs herrgård, Kålltorps herrgård, Stora Gårda, Kallebäcks herrgård, Krokslätts herrgård, Gibraltar och Gubbero.

## Befolkningsutveckling
Befolkningen ökade från 1 008 1810 till 22 124 1920 innan socknen uppgick i Göteborgs stad 1922.

## Namnet
Namnet skrevs 1485 Örgrydhä är sammansatt av ör, 'grus(bank)' och gryt(e), stenanhopning, stenig mark'. Namnet syftar troligen på Kyrkbäckens nedre lopp.
Språkvetaren professor Hjalmar Lindroth hävdar att namnet skrevs Ørgrydhæ (- socken) år 1485. En tidig benämning på invånarna i Örgryte, menar han hittas i den gotiske historieskrivaren Jordanes på 500-talet, som i en handskrift beskriver euagreotingi (en förvanskning av auragreotingi). Örgryte stom var namnet på det hemman som utgjorde sätes- eller avelsgård till avlöning av prästerskapet och brukades av kyrkbönder. Det låg cirka 100 meter söder om nuvarande Sankt Sigfrids plan. I äldre tider kallades hemmanet endast för Stompen eller Stommen, och från 1819 för Jakobsdal efter dåvarande ägaren, apotekaren Hans Jacob Cavallin. Huvudbyggnaden blev 1915 Betaniastiftelsens sjukhem, och revs 1980 för att lämna plats åt Sovjetunionens generalkonsulat. 

## Galleri

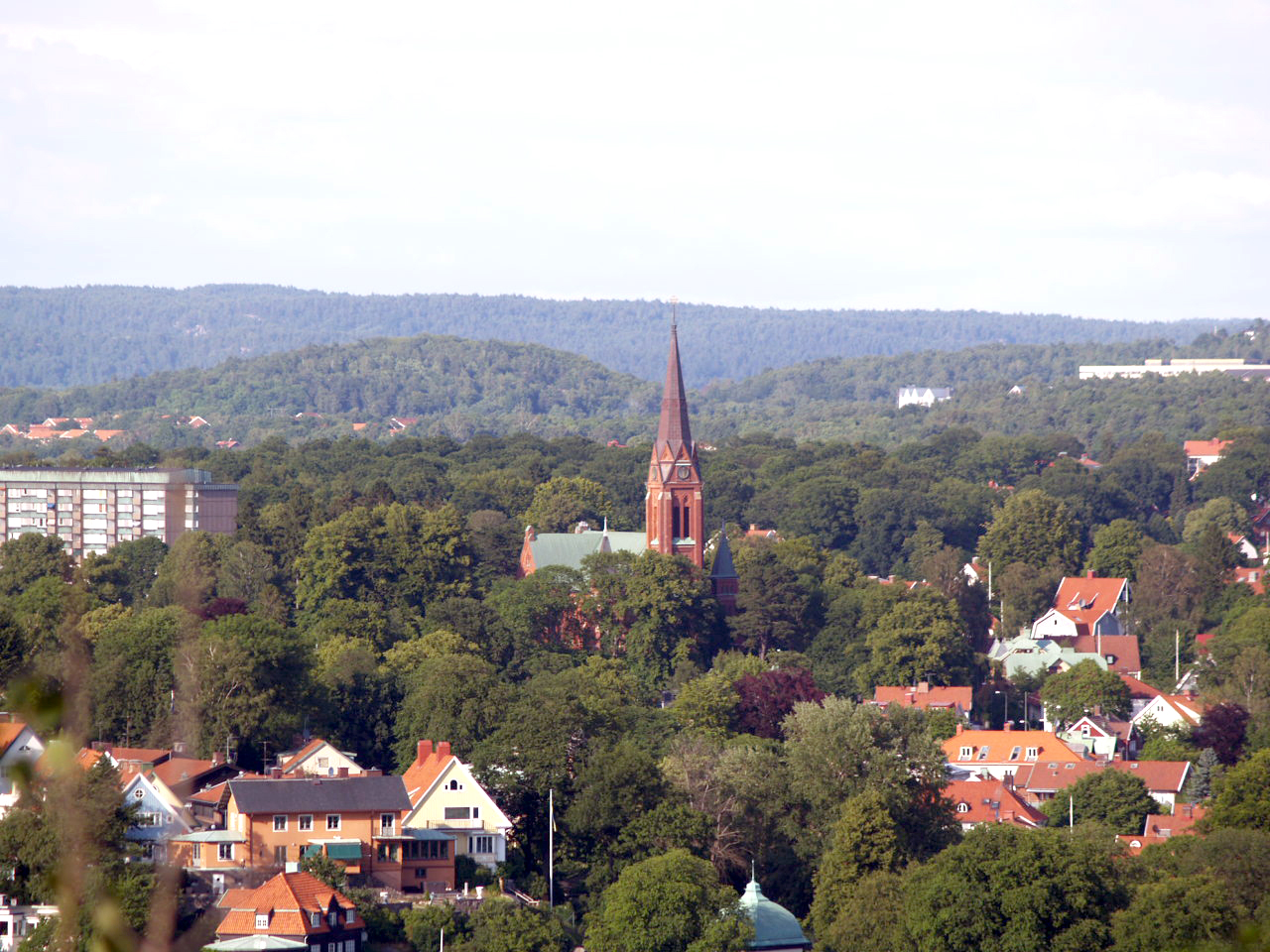
Örgryte nya kyrka sedd mot nordost
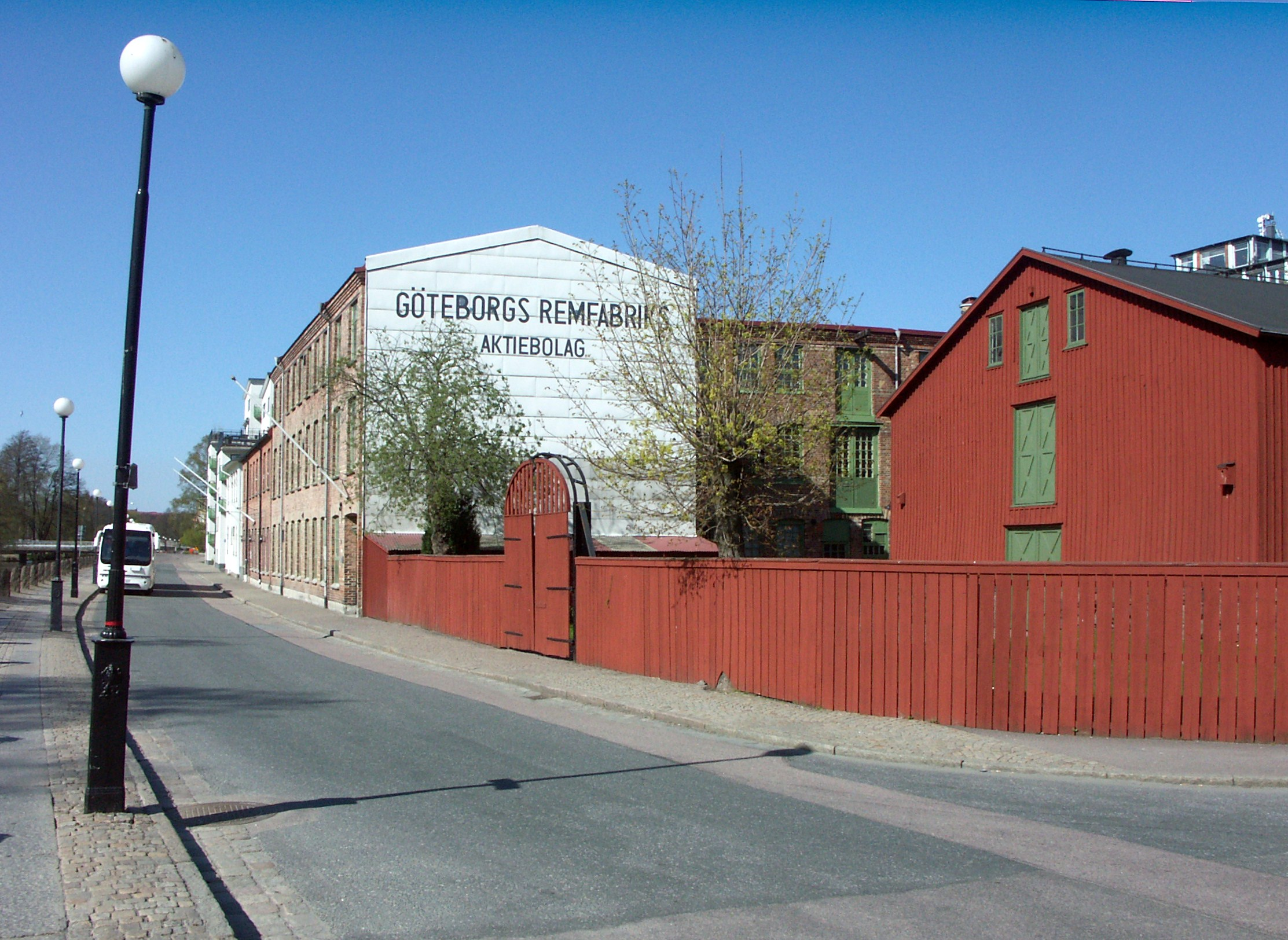
Åvägen i Gårda
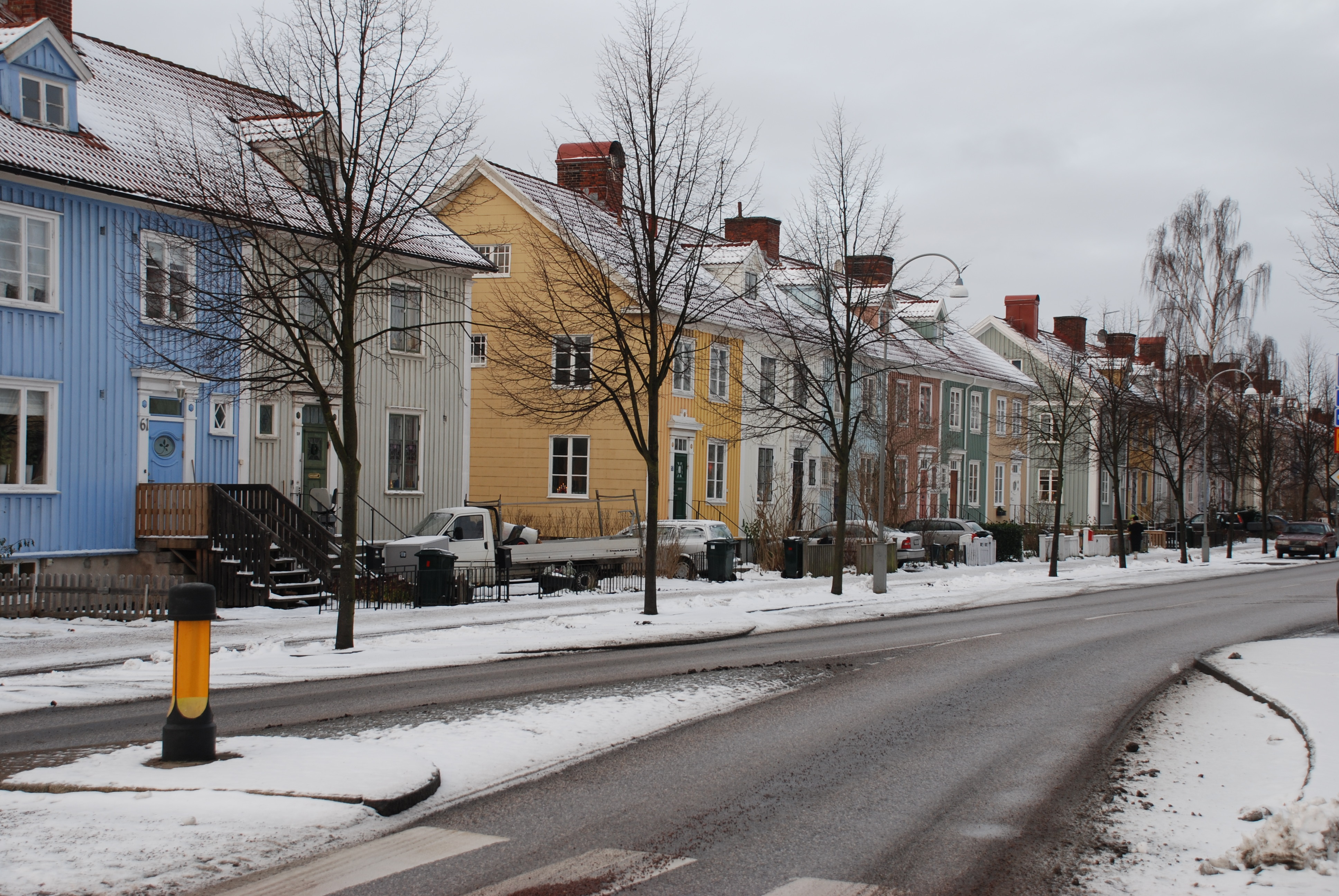
Sankt Sigfridsgatan i Bö